# Filip Leščak
Filip Leščak, slovenski judoist, * 13. december 1960, Maribor.
Leščak je za Slovenijo nastopil na Poletnih olimpijskih igrah 1992 v Barceloni, kjer je v kategoriji do 78 kg osvojil 33. mesto. Na teh igrah je bil z 31. leti in 229. dnevi najstarejši predstavnik Slovenije
Pred tem je Leščak na Poletnih olimpijskih igrah 1984 in 1988 nastopal za Socialistična federativna republika Jugoslavija. Na igrah 1984 je bil peti, na igrah 1988 pa 20.